# Малохатська сільська рада
| Малохатська сільська рада — колишній орган місцевого самоврядування у Старобільському районі Луганської області з адміністративним центром у с. Малохатка. Історична дата утворення: в 1938 році. Сільській раді підпорядковані населені пункти: - с. Малохатка - с. Валуйки - с. Лозуватка - с. Новоастраханське - с. Орлівка - с. Федчине |

## Склад ради
Рада складалася з 12 депутатів та голови.

### Керівний склад ради
| ПІБ                          | Основні відомості                                                                      | Дата обрання | Дата звільнення |
| ---------------------------- | -------------------------------------------------------------------------------------- | ------------ | --------------- |
| Ковальов Володимир Дмитрович | Сільський голова, 1957 року народження, освіта, член Комуністичної партії України      | 26.03.2006   | 31.10.2010      |
| Ковальов Володимир Дмитрович | Сільський голова, 1957 року народження, освіта вища, член Комуністичної партії України | 31.10.2010   |                 |

Примітка: таблиця складена за даними джерела